# 49 Baza Lotnicza

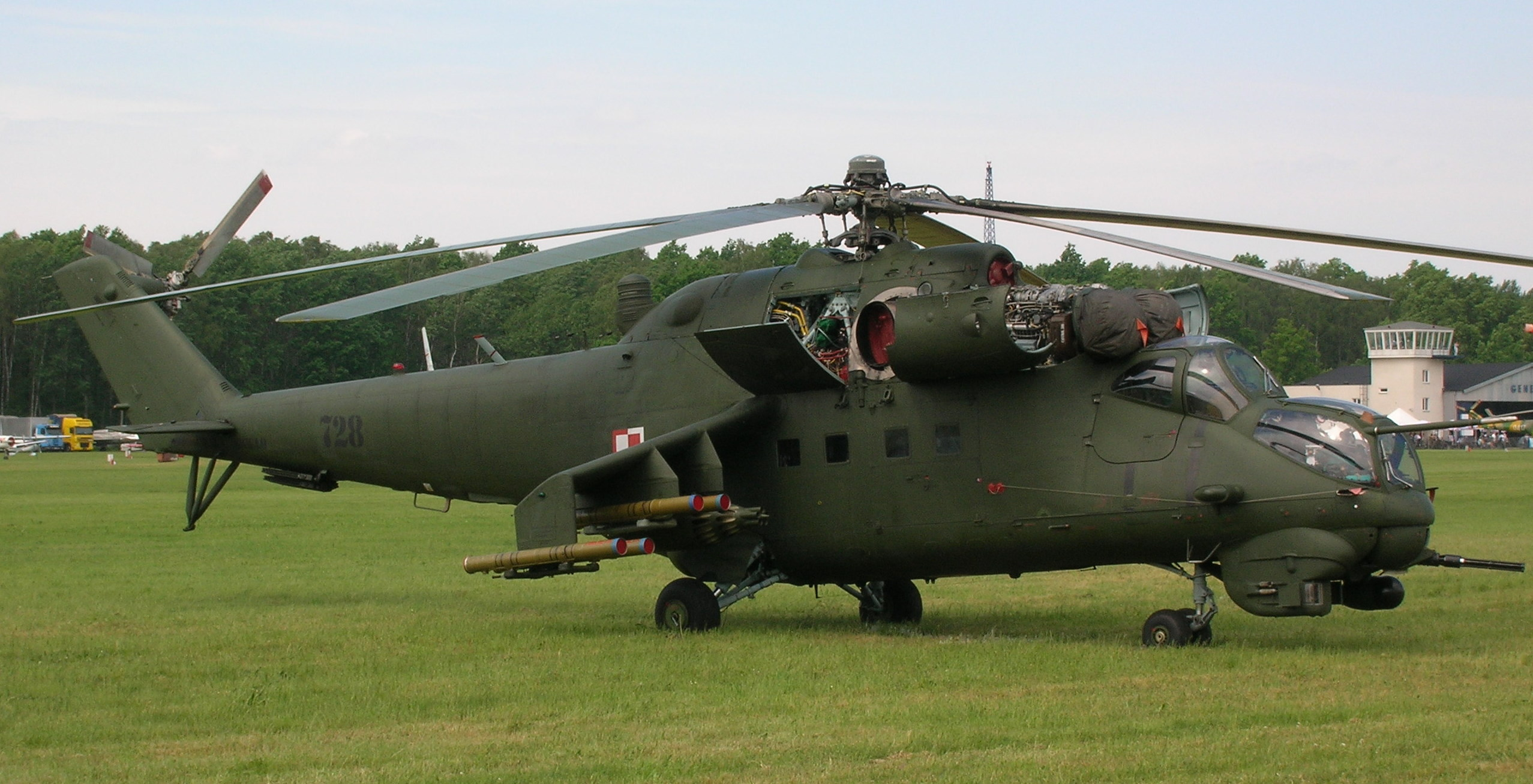
Śmigłowiec Mi-24

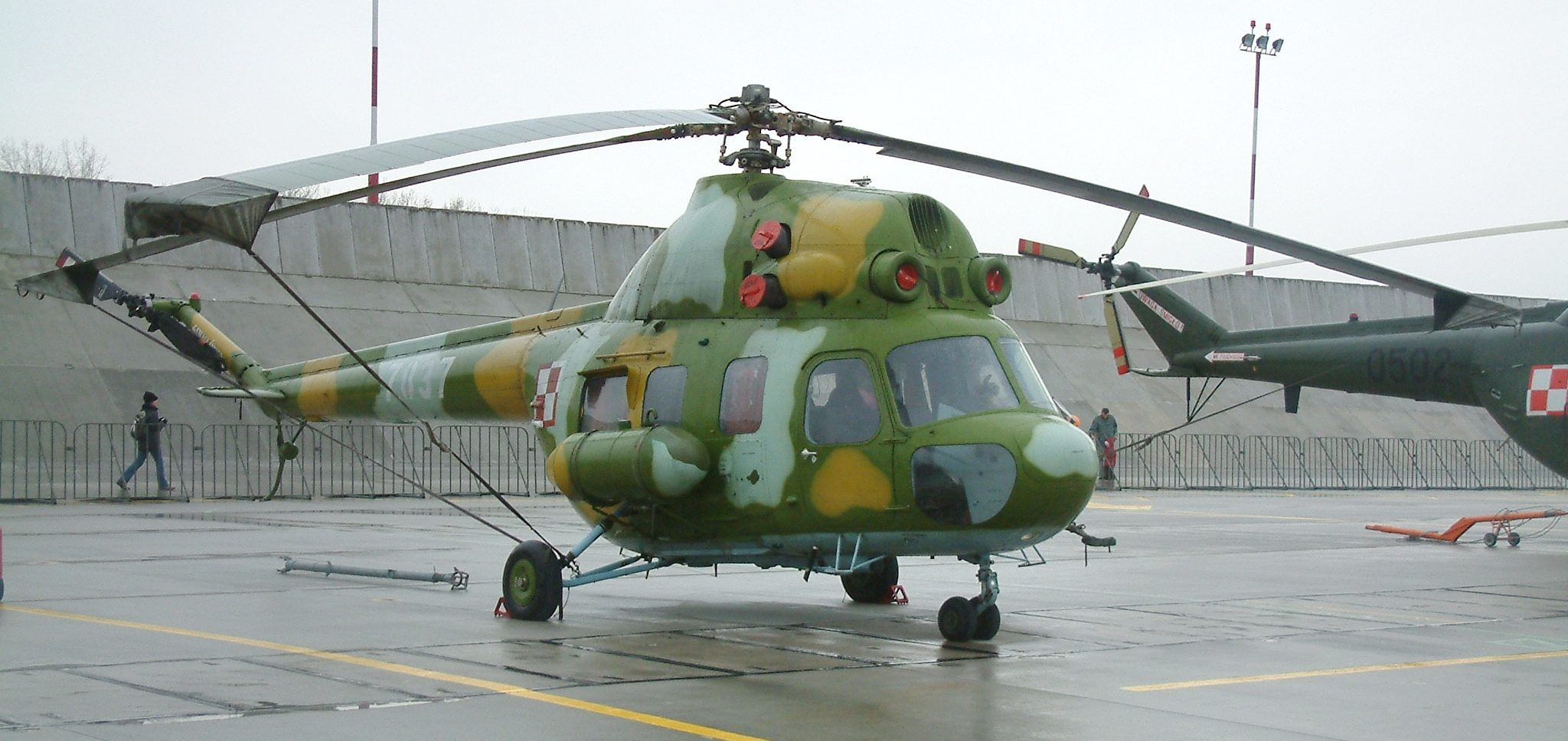
Śmigłowiec Mi-2

49 Baza Lotnicza (49 BLot; Jednostka Wojskowa 1300) – wojskowa baza lotnicza zlokalizowana na południowy wschód od Pruszcza Gdańskiego, sformowana 1 stycznia 2012 w oparciu o zlikwidowany 49 Pułk Śmigłowców Bojowych. Podporządkowana 1 Brygadzie Lotnictwa Wojsk Lądowych.
Baza została sformowana na mocy decyzji Ministra Obrony Narodowej nr 48/Org./P1 z 15 marca 2011 roku i od połowy 2011 roku rozpoczęło się jej intensywne formowanie i 1 stycznia 2012 rozpoczęła funkcjonowanie.
W 2014 w prasie lokalnej pojawiły się informacje o możliwej dyslokacji bazy w inne miejsce. W początku 2015 MON potwierdził informacje o planowanym na rok 2016 rozwiązaniu jednostki. Jesienią 2015 postanowiono jednak o dalszym funkcjonowaniu Bazy, do której po wycofaniu śmigłowców Mi-2 oraz Mi-24 trafić mają nowe helikoptery bojowe zakupione w ramach programu "Kruk". Wymusi to zarazem realizacje remontu pasa startowego oraz budowę nowej wieży kontroli lotów oraz budynku straży pożarnej.
15 stycznia 2018 szef Sztabu Generalnego WP podpisał aneks do koncepcji rozwoju garnizonu, znosząc zapisy o braku perspektyw dla garnizonu i jednostki. Aktualnie przewiduje się poszerzenie terenu lotniska, budowę koszar dla kadry obrony terytorialnej, rozlokowanie systemu obrony przeciwrakietowej programu "Wisła", a w przyszłości wprowadzenie wojsk amerykańskich.

## Tradycje
Decyzją Nr 498/MON Ministra Obrony Narodowej z 20 grudnia 2011 ustalono, że 49 Baza Lotnicza:
- przejmuje i z honorem kultywuje dziedzictwo tradycji:
  - 25 Pułku Lotnictwa Myśliwskiego (1952-1967),
  - 49 Pułku Śmigłowców Dowództwa Wojsk Lotniczych (1967-1973),
  - 49 Pułku Lotnictwa Wojsk Lądowych (1973-1978),
  - 49 Pułku Śmigłowców Bojowych (2000-2011);
- przejmuje sztandar rozformowanego 49 Pułku Śmigłowców Bojowych[5].

Tą samą decyzją ustanowiono doroczne święto 49 Bazy Lotniczej w dniu 15 czerwca.
Decyzją nr 429/MON Ministra Obrony Narodowej z dnia 30 października 2015 roku wprowadzono odznakę pamiątkową 49. Bazy Lotniczej.
Decyzją Nr 27/MON z 10 lutego 2017, zmieniającą decyzję w sprawie przejęcia dziedzictwa tradycji i przyjęcia imienia patrona przez 49. Bazę
Lotniczą dodano:
- 663 Dywizjon Samolotów Artylerii (1944-1946)

Insygnia
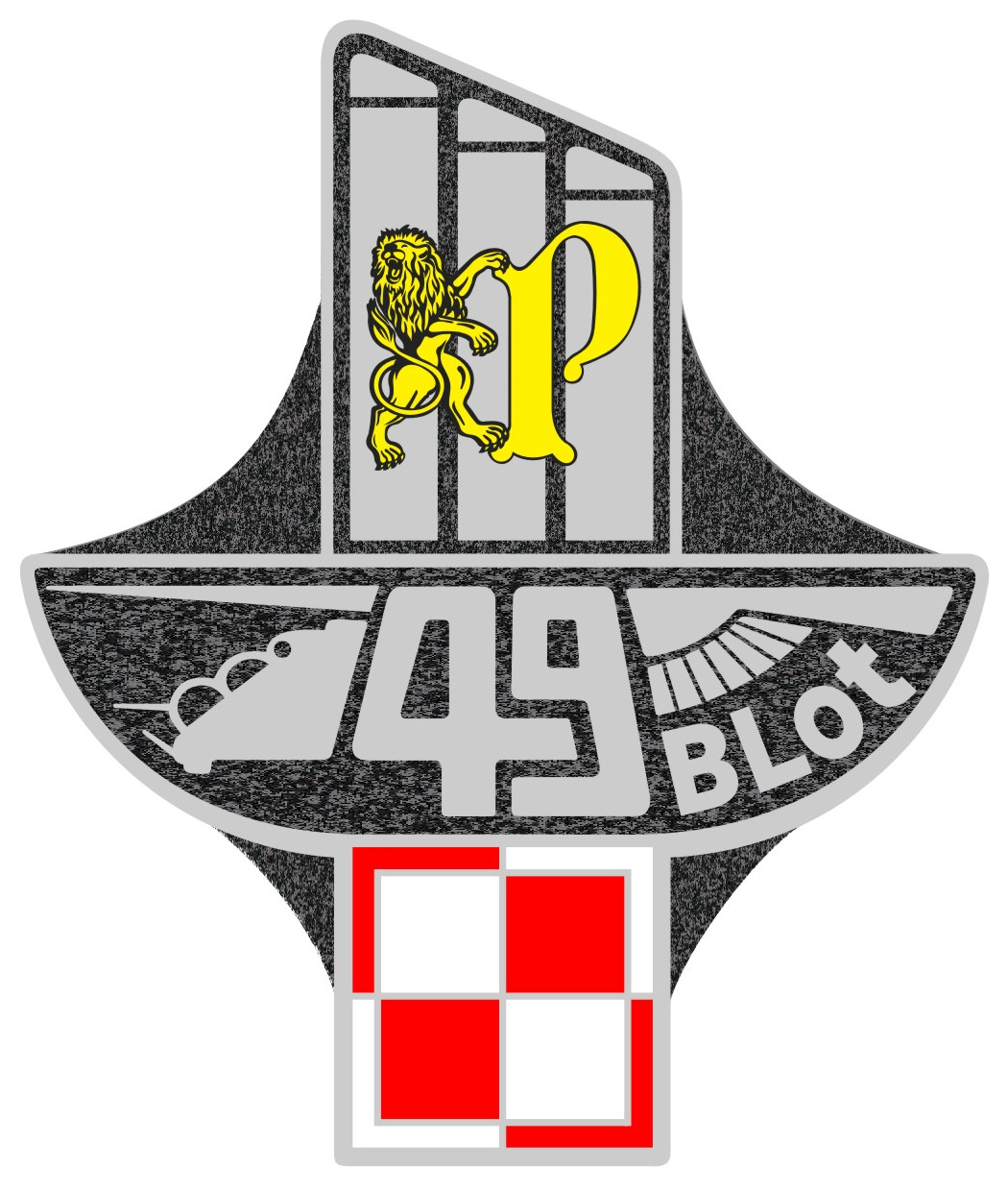
Odznaka pamiątkowa
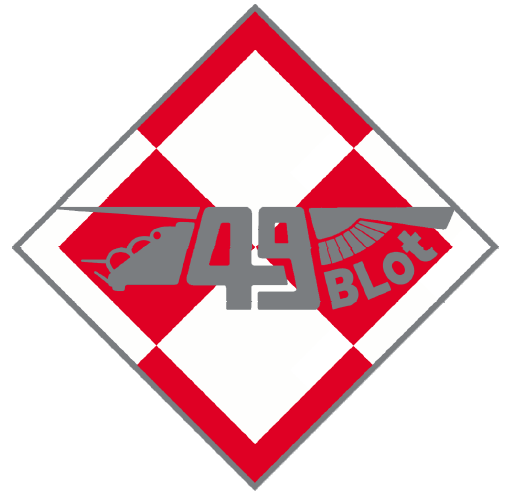
Oznaka rozpoznawcza na mundur wyjściowy
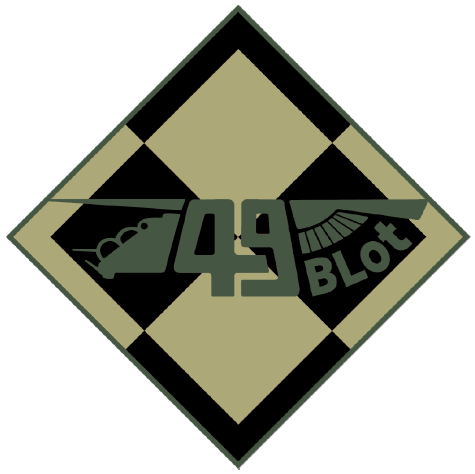
Oznaka rozpoznawcza na mundur polowy

## Uzbrojenie
W 2020
- śmigłowce Mi-24
- śmigłowce Mi-2

## Dowódcy
- płk dypl. pil. Piotr Saniuk (1 stycznia 2012 – 8 maja 2016)
- płk pil. Paweł Smereka[9] (9 maja 2016 – 30 marca 2017)
- płk dypl. pil. Grzegorz Matejuk (31 marca 2017 – 11 maja 2018[10])
- cz.p.o. ppłk nawig. Robert Kietliński (12 maja 2017 – 10 czerwca 2018[11])
- płk pil. Zbigniew Mitura (11 czerwca 2018 – 31 marca 2021[12])
- płk pil. Piotr Kowalski (1 kwietnia 2021 – 4 marca 2023[13])
- cz.p.o. płk pil. Grzegorz Pomykała (4 marca 2023 – 26 lipca 2023)
- płk pil. Mirosław Guzdek (od 27 lipca 2023[14])